# 気管支循環系
気管支循環系（英語: bronchial circulation system）は、肺の栄養血管系。気管支動脈（英: Bronchial artery）、気管支静脈（英: Bronchial veins）によって構成されている。

## 概要
肺は、ガス交換を行なうという役割のため栄養血管系と機能血管系という2つの血管系による二重支配を受けており、気管支循環系は栄養血管系の役割を果たしている。一方、機能血管系としては肺循環系（肺動脈・肺静脈）がその役割を果たしている。なお後述のとおり、両者は完全に独立しているわけではなく、最末端のレベルでは吻合（とくに気管支動脈から肺静脈へ）が見られる。
気管支循環系は、気管支動脈と気管支静脈によって構成されており、その血液量は肺循環系のそれに対して1％程度に過ぎないが、肺胞やその他の呼吸器系諸組織を栄養するという重要な役割を負っている。
気管支動脈（Bronchial artery）
肺、およびその周辺の呼吸器系組織を栄養する動脈である。太さは最大で1〜2mm。
おおむね、左側では胸部大動脈、右側では第3肋間動脈から、各1本が分枝するかたちで起始することが多い。ただし、左側でも肋間動脈から起始する場合や、右の気管支動脈が左の気管支動脈から分枝する場合もあり、また本数についても各1本とは限らないなど、個人差が大きい部分である。起始したのちは主気管支に沿って走り、肺門から肺内に進入し、肺胞にまで至ってこれを栄養する。
気管支静脈（Bronchial veins）
おもに細気管支の静脈血を還流する静脈で、気管支動脈と同様に気管支に伴走して肺門部を出たのち、左側では副半奇静脈、右側では奇静脈に流れる。なお、肺胞レベルでの静脈血の大部分は肺静脈に流入する。
気管支静脈は、肺内気管支静脈と肺外気管支静脈に分類されることがある。前者は血流の2/3を占め、直接に吻合したり、あるいは組織を経由して肺静脈に移行して左心房に流れるもので、肺循環系と気管支循環系の交流、および動脈血への静脈血の混合という意義をもつ。後者は、肺静脈に移行することなく、奇静脈系から右心房へと流れるものである。
なお、ファロー四徴症や肺塞栓症など肺循環系の血流量が減少する病態においては、気管支循環系が側副血行路として機能していることがある。